# Nagano Winter Olympics '98
Nagano Winter Olympics '98 (aussi appelé Hyper Olympic in Nagano) est un jeu vidéo de sport sorti en 1997 sur Nintendo 64 et PlayStation. Le jeu a été développé et édité par Konami.